# Aixàs
Aixàs és una masia d'Andorra, i més concretament de la parròquia de Sant Julià de Lòria.
A Aixàs es troba l'església de Sant Joan Evangelista, totalment reconstruïda.